# Marija Fadiejewa
Marija Iwanowna Fadiejewa, po mężu Aleksaszyna (ros. Мария Ивановна Фадеева, po mężu Алексашина; ur. 4 marca 1958 w Pskowie) – radziecka wioślarka, brązowa medalistka olimpijska z Moskwy (1980), mistrzyni świata (1979).
W 1980 roku wystąpiła na igrzyskach olimpijskich w Moskwie, podczas których wzięła udział w jednej konkurencji – rywalizacji czwórek ze sternikiem. Reprezentantki Związku Radzieckiego (w składzie: Marija Fadiejewa, Galina Sowietnikowa, Marina Studniewa, Swietłana Siemionowa i sterniczki Natalja Kazak – w rundzie kwalifikacyjnej i repasażach oraz Nina Czeriemisina – w finale) zdobyły w tej konkurencji brązowy medal olimpijski, uzyskując w finale czas 3:20,92 i przegrywając z osadami z Niemieckiej Republiki Demokratycznej i Bułgarii. 
W 1979 roku zdobyła złoty medal mistrzostw świata w Bledzie w czwórkach ze sternikiem, uzyskując w finale rezultat 3:17,03.
Trzykrotnie została mistrzynią Związku Radzieckiego. Za osiągnięcia sportowe wyróżniona została tytułem mistrza sportu ZSRR klasy międzynarodowej i Zasłużonego Mistrza Sportu.